# Phạm Văn Lập (trung tướng)
Phạm Văn Lập (sinh 1959) là một sĩ quan cấp cao trong Quân đội nhân dân Việt Nam, hàm Thiếu tướng, từng giữ các chức vụː Chính ủy Cục Xe-Máy, Cục trưởng Cục Chính trị, nguyên Phó Chính ủy Tổng cục Kỹ thuật.

## Thân thế và sự nghiệp
Ông sinh ngày 7 tháng 8 năm 1959 tại Thanh Hà, Hải Dương.
Ông nhập ngũ tháng 8 năm 1982, vào Đảng tháng 11 năm 1983.
Năm 2007, bổ nhiệm giữ chức Trưởng phòng Chính trị, Cục Quân khí, Tổng cục Kỹ thuật.
Tháng 10 năm 2009, bổ nhiệm giữ chức Chính ủy Cục Xe-Máy, Tổng cục Kỹ thuật.
Tháng 5 năm 2013, bổ nhiệm giữ chức Cục trưởng Cục Chính trị, Tổng cục Kỹ thuật, Đảng ủy viên Đảng ủy Tổng cục Kỹ thuật.
Tháng 6 năm 2015, bổ nhiệm giữ chức Phó Chính ủy Tổng cục Kỹ thuật.
Tháng 8 năm 2015, tại Đại hội Đảng bộ Tổng cục Kỹ thuật nhiệm kỳ 2015-2020, ông tái đắc cử chức vụ Đảng là Đảng ủy viên Đảng ủy Tổng cục Kỹ thuật.
Năm 2021, ông nghỉ chờ hưu.

## Lịch sử thụ phong quân hàm
- Trung úy (1983), Thượng úy (1988), Đại úy (1991)
- Thiếu tá (1995), Trung tá (1999), Thượng tá (2003), Đại tá (2007)
- Thiếu tướng (10.2014)
- Trung Tướng (9.2016)